# Lucrecia Villalonga de Martínez
Lucrecia Villalonga de Martínez (†Rosario, Santa Fe, 20 de diciembre de 2013) fue una activista por los derechos humanos e integrante de Madre de Plaza de Mayo  y fundadora de Madres de la Plaza 25 de Mayo

## Breve reseña
Lucrecia era la madre de Mariano Alejandro R. Martínez Villalonga, fotógrafo, desaparecido el 27 de enero de 1977, cuando tenía 31 años. A partir de ese hecho su casa, ubicada en 3 de Febrero y Balcarce, se convirtió en el centro de reuniones de los familiares de quienes habían sido secuestrados de manera ilegal, junto a los domicilios de Esperanza Labrador y Fidel Toniolli. Fue parte del movimiento de derechos humanos de la ciudad desde sus comienzos. Junto a Irma Molina, Esperanza Labrador, Darwinia Gallicchio, Nelma Jalil, Norma Vermeullen y un puñado más de mujeres, integró el grupo que conformaría Madres de Plaza 25 de Mayo de Rosario. Formó parte de Familiares de Desaparecidos y Detenidos por Razones Políticas, y luego de Madres de Plaza 25 de Mayo, aunque luego se apartaría del grupo por una decisión personal, y se alinearía con el grupo Madres de Plaza de Mayo, en Buenos Aires. Sin embargo, nunca dejó de asistir a una marcha en Rosario y en los últimos años pedía a sus amigos, hijos y nietos que la acompañaran cuando se hacían reclamos por la desaparición de Julio López, pese a su débil salud y a estar postrada en una silla de ruedas. También desde el Partido de los Trabajadores Socialistas (PTS) contaron que en su domicilio “se recibían denuncias de los secuestros, se presentaban habeas corpus, juntaban fondos para publicar solicitadas en los diarios y se organizaban marchas”.
Luchó contra las Leyes de Obediencia Debida y Punto Final y los indultos que le dieron impunidad a los genocidas.

## Cita
Recordaba Lucrecia que en el Comando (del II Cuerpo de Ejército) atendían todos los días. "Nos hacían ir a preguntar, para probar. Ahí me encontré con Angel Alba, con Mari Prat, con Inés Patachini. Los vi varias veces, y entonces pensé: "será viejo el proverbio pero la unión hace la fuerza. No podemos estar unos por acá y otros por allá".

## Homenajes
Asociaciones de derechos humanos, amigos, familiares y partidos políticos prepararon un homenaje a Lucrecia Villalonga, una luchadora contra las injusticias y crímenes ocurridos durante la última dictadura cívico militar, que puso en marcha en los albores de 1977, junto con otras mujeres, una de las primeras organizaciones de familiares de desaparecidos en el país.
Además, el gobernador Jorge Obeid distinguió en marzo de 2006, como “Maestras de la vida” a las madres y abuelas de plaza de Mayo.